# Великий Устюг
Вели́кий У́стюг (рос. Великий Устюг) — місто, центр Великоустюзького району Вологодської області, Росія. Адміністративний центр Великоустюзького міського поселення. Великий Устюг розташовано на північному сході Вологодської області, за 450 км від обласного центру. Місто розташоване на лівому березі річки Сухони поблизу її злиття з річкою Юг на судноплавних лініях цих річок і Північної Двіни. Є одним із найдавніших міст Російської Півночі; зберегло багату культурну спадщину. Із 1999 року оголошене батьківщиною Всеросійського Діда Мороза. Є популярним центром родинного туризму.

## Назва
Назва міста, Устюг, походить, за однією із версій від розташування біля гирла («устя») річки Юг. За іншою версією, назва прийшла разом із переселенцями із Гледена, який розташовувався у самому гирлі. Епітет «Великий» місто отримало за свою роль в історії та торговельне значення. Правильна вимова — У́стюг, із наголосом на перший склад. Поширена за межами Вологодської області вимова Устю́г — помилкова.

## Географія
Великий Устюг розташований у центральній частині Східноєвропейської рівнини на лівому березі річки Сухони, біля витоку Північної Двіни. Середня висота над рівнем моря — 70 м.
Місто Великий Устюг, рівно як і вся Вологодська область, знаходиться в часовому поясі, котрий за міжнародними стандартами позначається як Moscow Time Zone (MSK). Відхилення від відносно Всесвітнього координованого часу UTC складає +4:00.

## Населення
Населення — 31665 осіб (2010; 33419 у 2002).

## Пам'ятки міста та околиць
Великий Устюг — одне з найбагатших на історичну архітектурну спадщину міст Вологодської області. Незважаючи на численні руйнації більшовицької влади, місто зберегло більшість зі свого історико-архітектурного надбання.
- Центральна частина історичного міста — це Соборне Дворище, яке ще з XII ст. слугувала дитинцем давнього міста. Ансамбль включає:
  - Успенський собор. Перший мурований собор було зведено за наказом Івана Грозного в 1554–1558 рр. Нині існуючий храм відноситься до 1652–1658 рр., причому верхня його половина із подвійними гранчастими барабанами глав є результатом перебудови 1728–1731 рр. В соборі збережений величезний 7-ярусний іконостас 1731–1732 рр.
  - Дзвіниця Успенського собору. Кінець XVII — початок XVIII ст. Двохдільна споруда. Одна її частина — п'ятиповерхова, прямокутна в плані, із однопролітним ярусом дзвону у верхньому ярусі. Друга частина — гранчаста шестиярусна. До дзвіниця примикають різні прибудови, головним чином першої половини XVIII ст.
  - Богоявленська (Власіївська) церква. 1689 р. Маленька безстовпна однобанна церква із пізнішими прибудовами.
  - Олексіївська церква. 1672 р. Домова церква колишнього архієрейського двору. Нинішній бароковий вигляд отримала в результаті перебудови середини XVIII ст. До храму примикають світські споруди кінця XVII–XIX ст.
  - Собор Прокопія Устюзького. Заснований в 1668 р., проте верхня його частина зведена знову у 1720 р. П'ятибанний храм із тридільним вівтарем та двома ярусами кокошників перед главами. В соборі зберігся бароковий іконостас 1720-х рр.
  - Собор Іоанна Устюзького. Заснований в 1656–1663, проте нинішній храм відноситься до класицистичної перебудови середини XIX ст.
- Північніше від Соборного Дворища розташований Михайло-Архангельський монастир, закладений ще в 1282 р. Проте найстарші його споруди відносяться до XVII ст. Комплекс оточений стінами середини XVIII ст. В ансамбль входять:
  - Михайло-Архангельський собор. 1653–1656 рр. Чотирьохстовпний п'ятибанний храм із галереями та шатровою дзвіницею. В соборі зберігся бароковий іконостас 1740-х рр., деякі ікони — середини XVII ст.
  - Введенська трапезна церква. 1653 р. З'єднана із собором галереєю. Маленький однобанний храм, до якого примикає трапезна палата. Баня знищена за радянських часів.
  - Церква Володимирської ікони Богородиці. 1682 р. Надбрамний однобанний храм із прибудовами.
  - П'ятидесятницька церква. 1780 р. Маленький однобанний бароковий храм.
  - Настоятельський корпус (1695, 1735 рр.) та Братські келії (1737 р.)
- Соборне Дворище оточене колишніми посадськими районами. Один із них — т. зв. Верхній Посад. На його території вціліли:
  - Миколаївська церква. Закладена в 1680 р., добудовувалась до 1730 р. Одна із найбільш ранішніх споруд т. зв. «устюзького бароко». Двоповерховий однобанний храм із окремо розташованою стовповидною дзвіницею.
  - Вознесенська церква. 1648–1649 рр. Один із найчудовіших храмів стиля «узороч'є». П'ятибанний безстовпний храм із двома однобанними приділами. Храм двоповерховий, із двома ярусами абсид, він рясно прикрашений кокошниками. Дзвіниця храму — середини XVIII ст. Церква зберегла бароковий іконостас 1750-х рр.
  - На території Верхнього Посада знаходяться храми колишнього Спасо-Преображенського монастиря. Спасо-Преображенська «холодна» церква (1689–1696) — безстовпний п'ятибанний храм із галереями та шатровою дзвіницею. Вона прикрашена ізразцями. В церкві знаходиться ранньобароковий п'ятиярусний іконостас 1697 р. — найдавніший у місті. Срітенська «тепла» церква — 1740 р., однобанна, двоповерхова, типова пам'ятка бароко.
  - Іллінська церква. 1695 р. Добудована в 1736–1745 рр. Типова пам'ятка «устюзького бароко» — двоповерховий однобанний храм із стовповидною дзвіницею.
  - Леонтіївська церква. 1742 р. Двоповерховий однобанний бароковий храм із шатровою дзвіницею.
- Ще один із колишніх історичних районів міста — «Нижній Посад». На його території збереглись:
  - Храми Срітенсько-Мироносицького приходу. Срітенська «холодна» церква (1685–1690 рр.) — безстовпний, колись п'ятибанний храм. Верхи його зруйновані у радянський період. Мироносицька «тепла» церква (1714–1722 рр.) — теж безстовпний храм із 5 главами, прикрашений декором в наришкінському стилі.

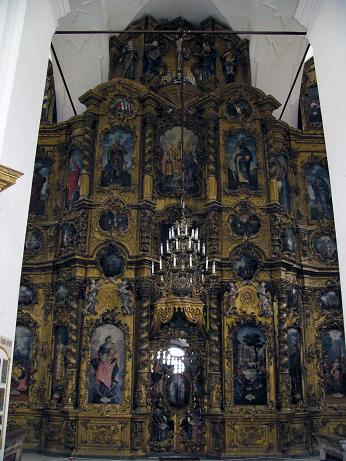
Іконостас собору Троїце-Гледенського монастиря

- - Церква Симеона Стовпника. 1725, добудована в 1747–1765 рр. Величний двоповерховий храм в стилі петровського бароко. Він однобанний, із двома симетричними однобанними приділами, із галереями та крильцями. Дзвіниця храму — п'ятиярусна, стовповидна, розташована окремо від самої церкви. В середині храму зберігся триярусний іконостас 1760-х рр. в стилі бароко.
  - Георгіївська (Антоніївська) церква. 1696–1703 рр. Сучасний храм відноситься до перебудови XVIII ст., коли він придбав форми бароко.
- Окремо розташована Димкова Слобода. В ній знаходяться два храми. Церква Дмитра Солунського (1700–1709 рр.) — «холодний» безстовпний п'ятибанний храм із шатровою дзвіницею. В церкві знаходиться бароковий іконостас 1709 р. Сергіївська «тепла» церква — однобанний бароковий двоповерховий храм 1747 р.
- Біля Великого Устюга знаходяться села із пам'ятками архітектури XVII–XVIII ст. В селі Морозовиця (колишній давньоруський град Гледен) розташовані споруди колишнього Троїце-Гледенського монастиря (заснований наприкінці XII ст.). Троїцький собор (межа XVII–XVIII ст.) — величний п'ятибанний храм із галереями та шатровою дзвіницею. У ньому зберігся високий бароковий іконостас 1760-х рр. — визначна пам'ятка різьблення місцевих майстрів.
- У мікрорайоні Гора розташований Іоанно-Предтеченський монастир.

## Відомі люди
Уродженцем міста є заслужений артист УРСР Копосов Гліб Миколайович.

## Цікавинки
У Великому Устюзі досі активно використовують полоскалки, щоб прати килими, доріжки або одяг

## Галерея

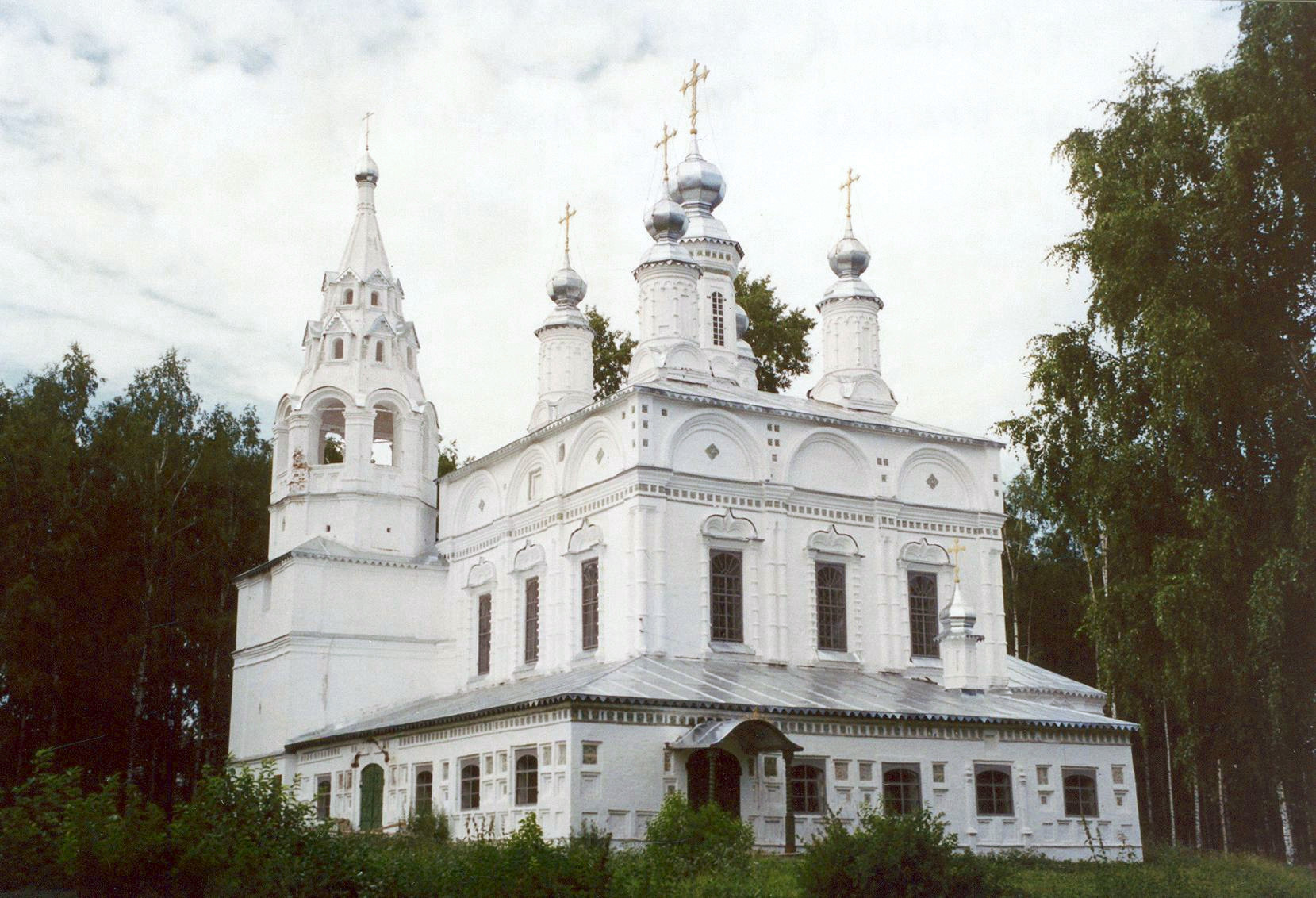
Спасо-Преображенська церква, 1689 - 1696 рр.
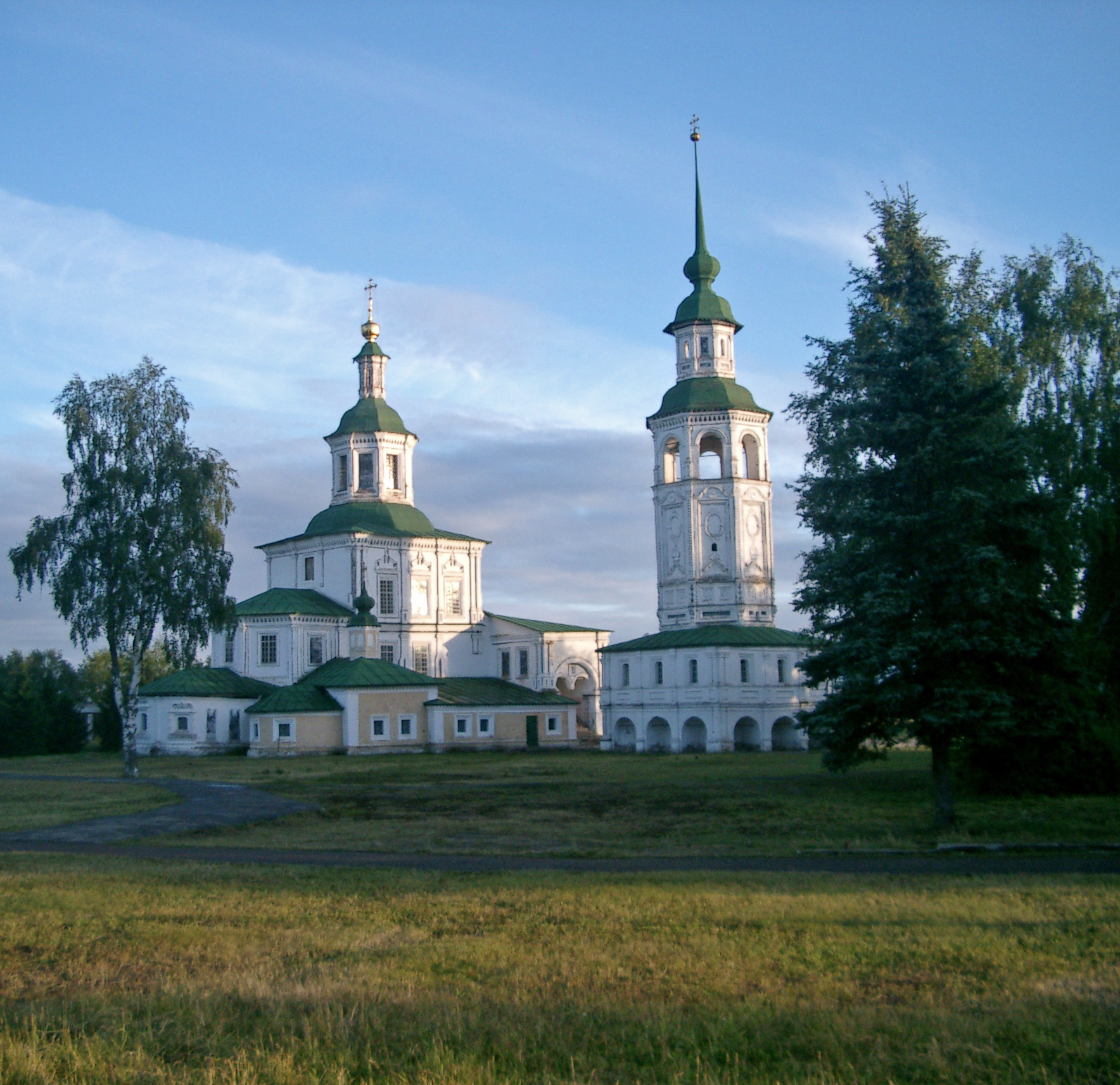
Миколаївська церква, 1680 - 1730 рр.
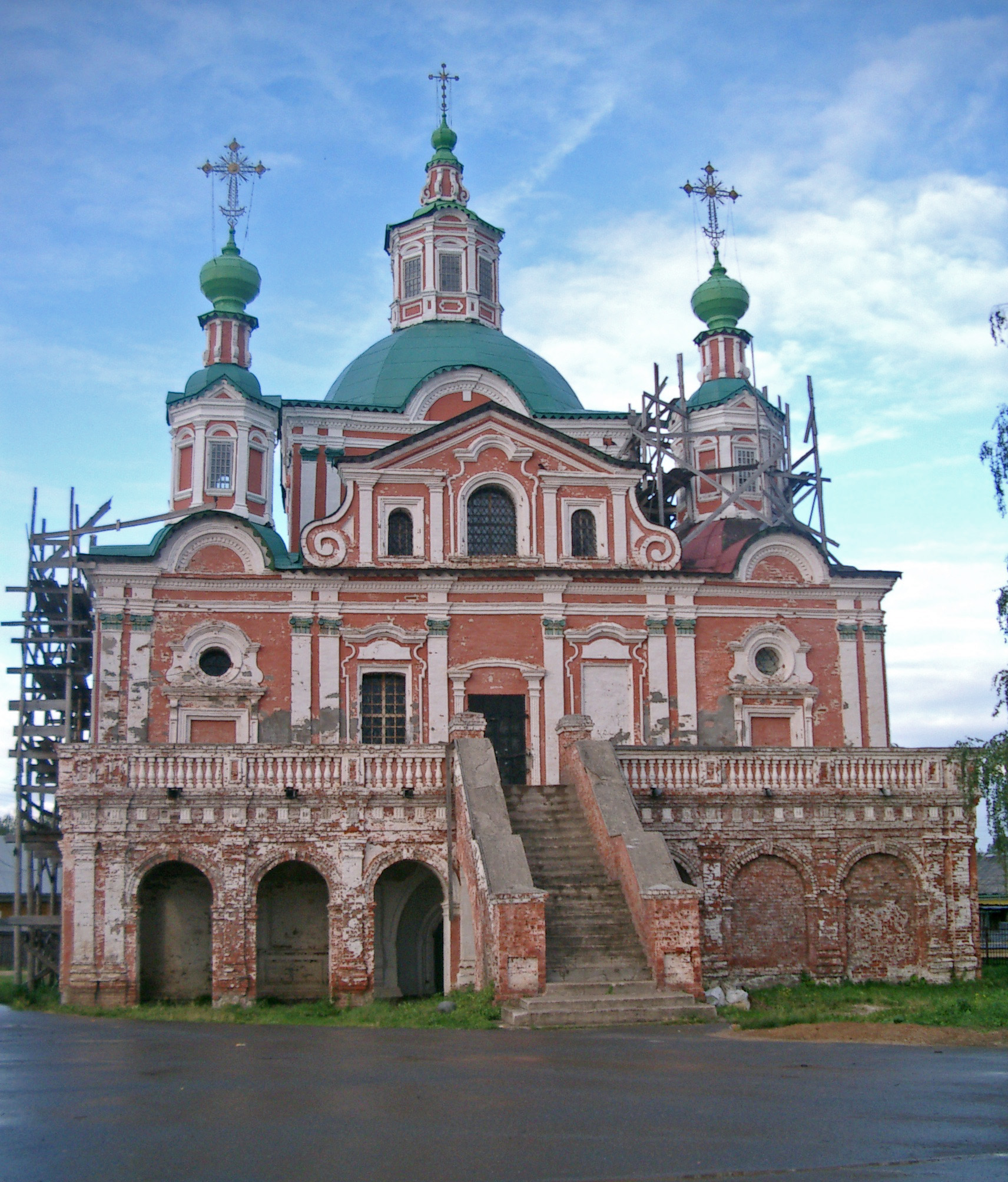
Симеонівська церква. 1725 - 1765 рр.
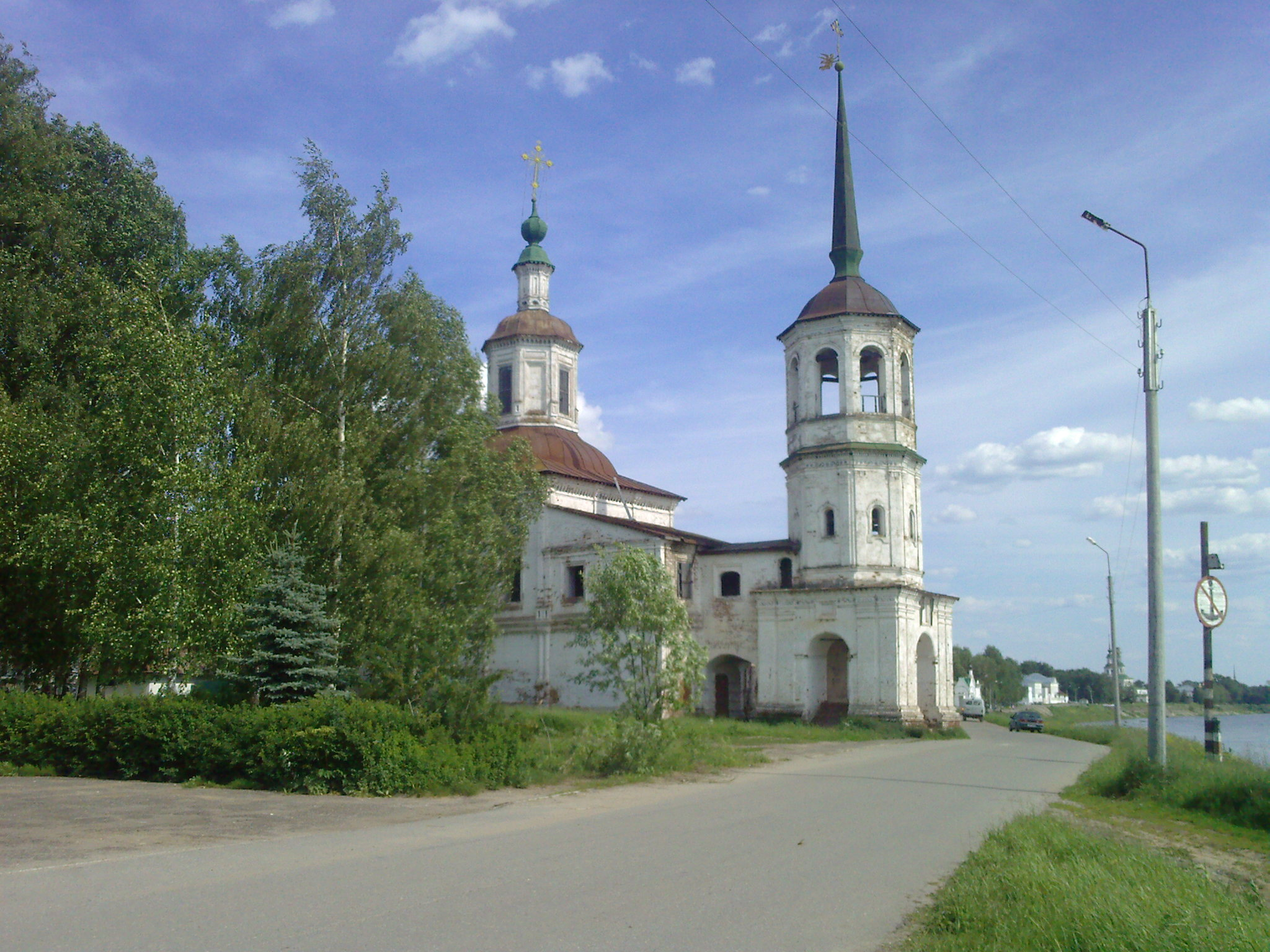
Іллінська церква. 1695 - 1745 рр.
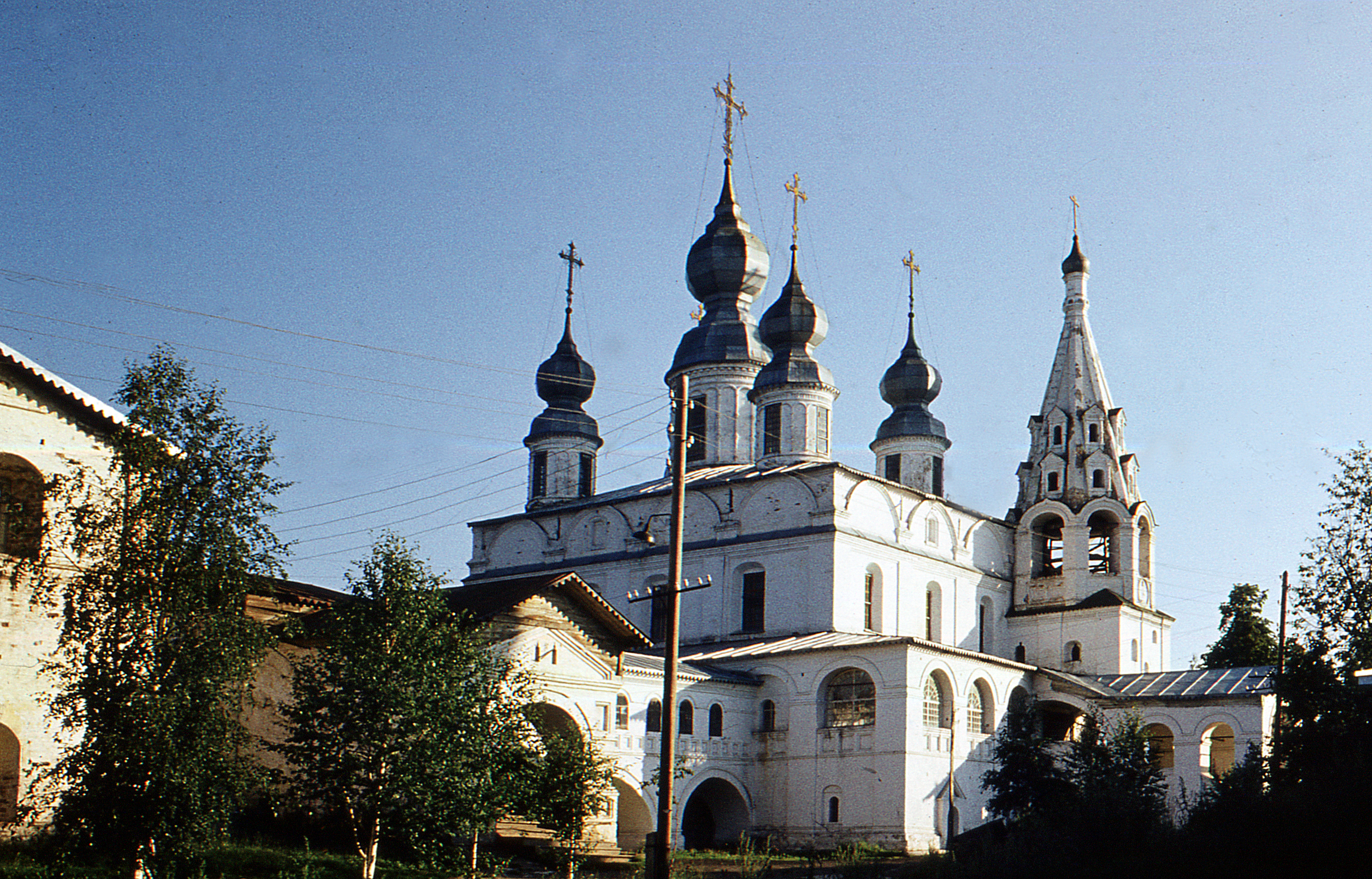
Собор Михайло-Архангельського монастиря. 1653 - 1656 рр.
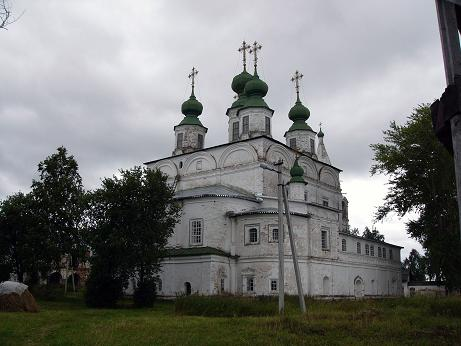
Собор Троїце-Гледенського монастиря. Межа XVII - XVIII ст.
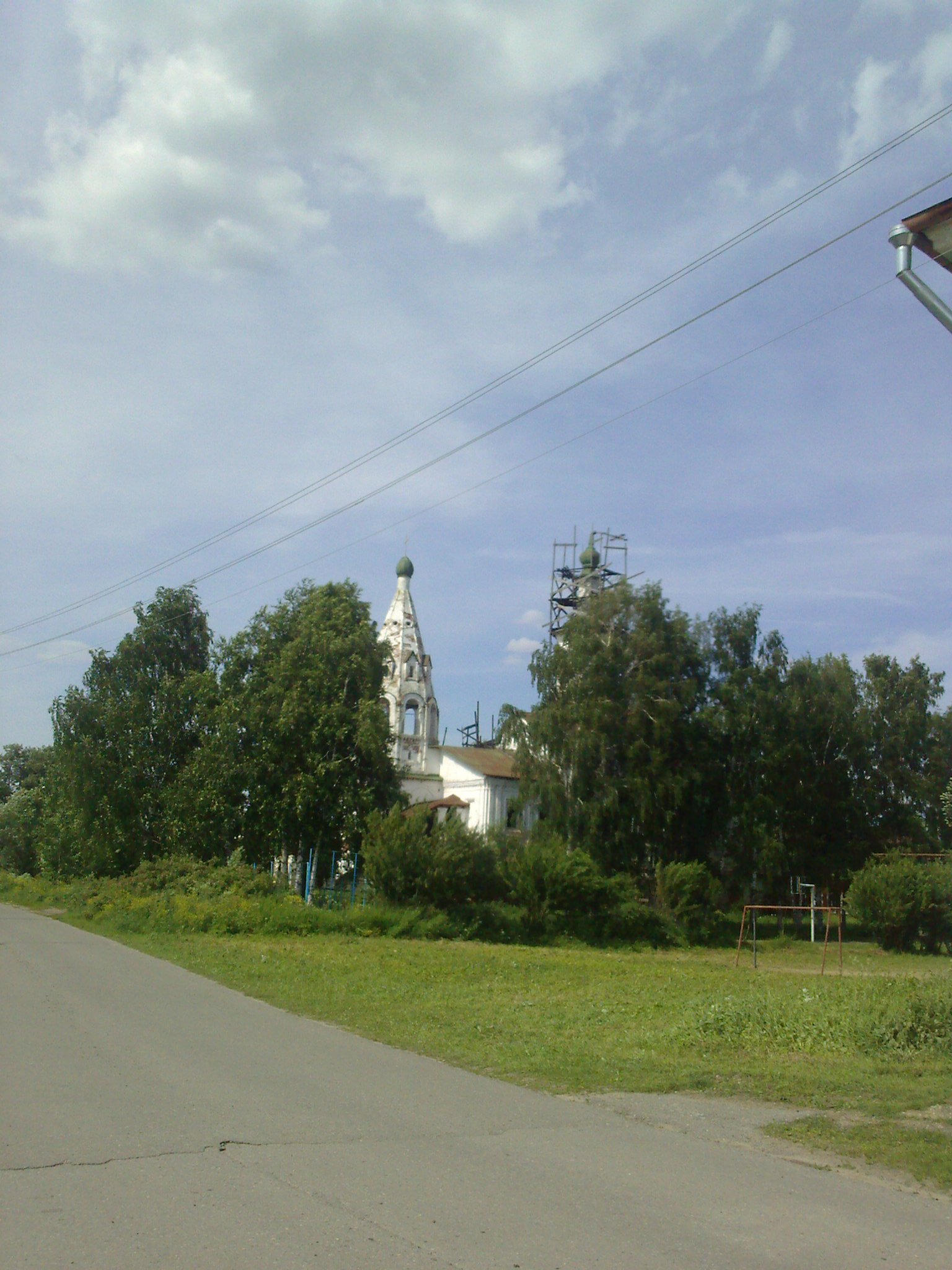
Леонтіївська церква. 1742 р.
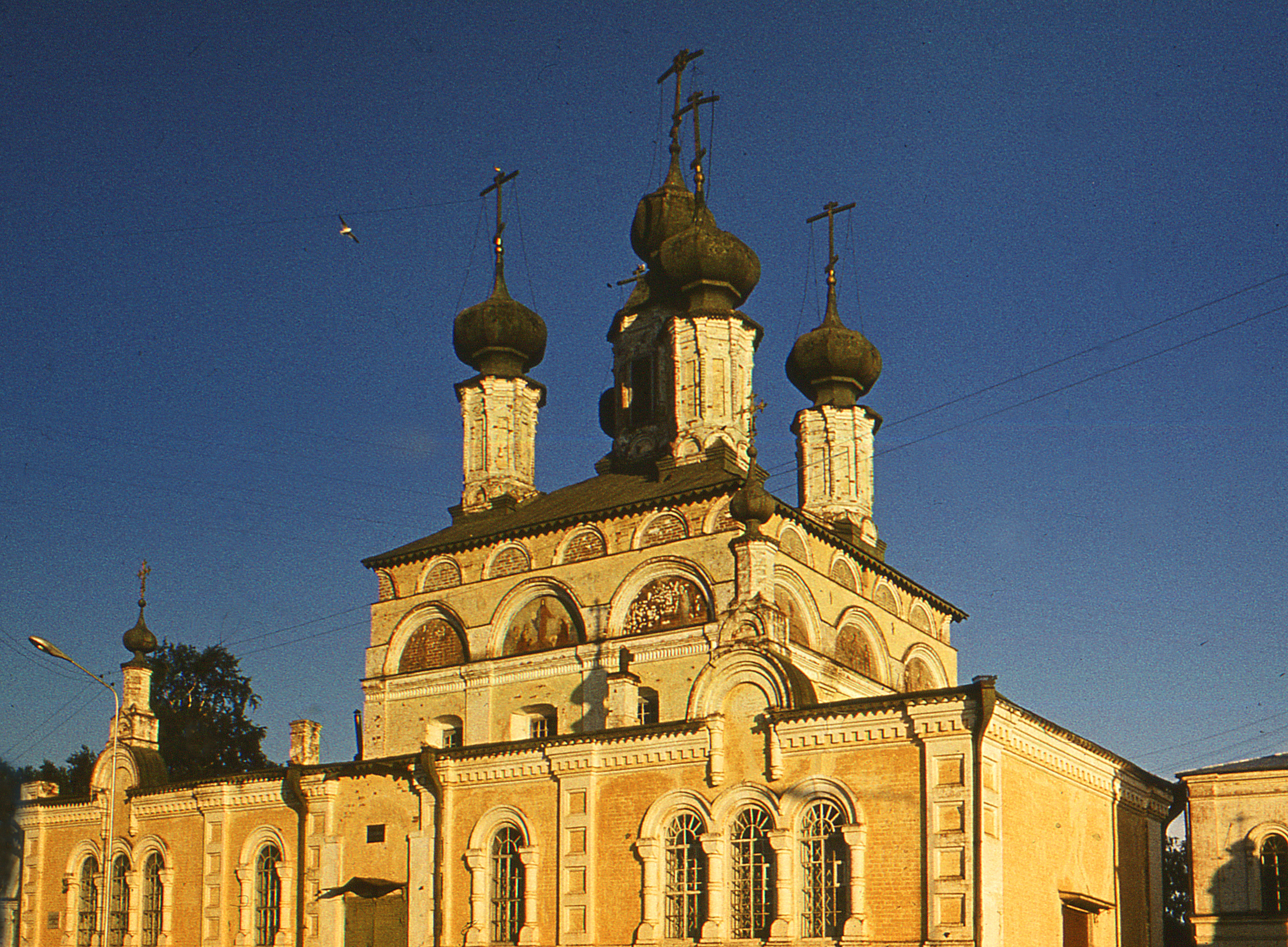
Прокопіївський собор на Соборному Дворищі. 1668 - 1720 рр.

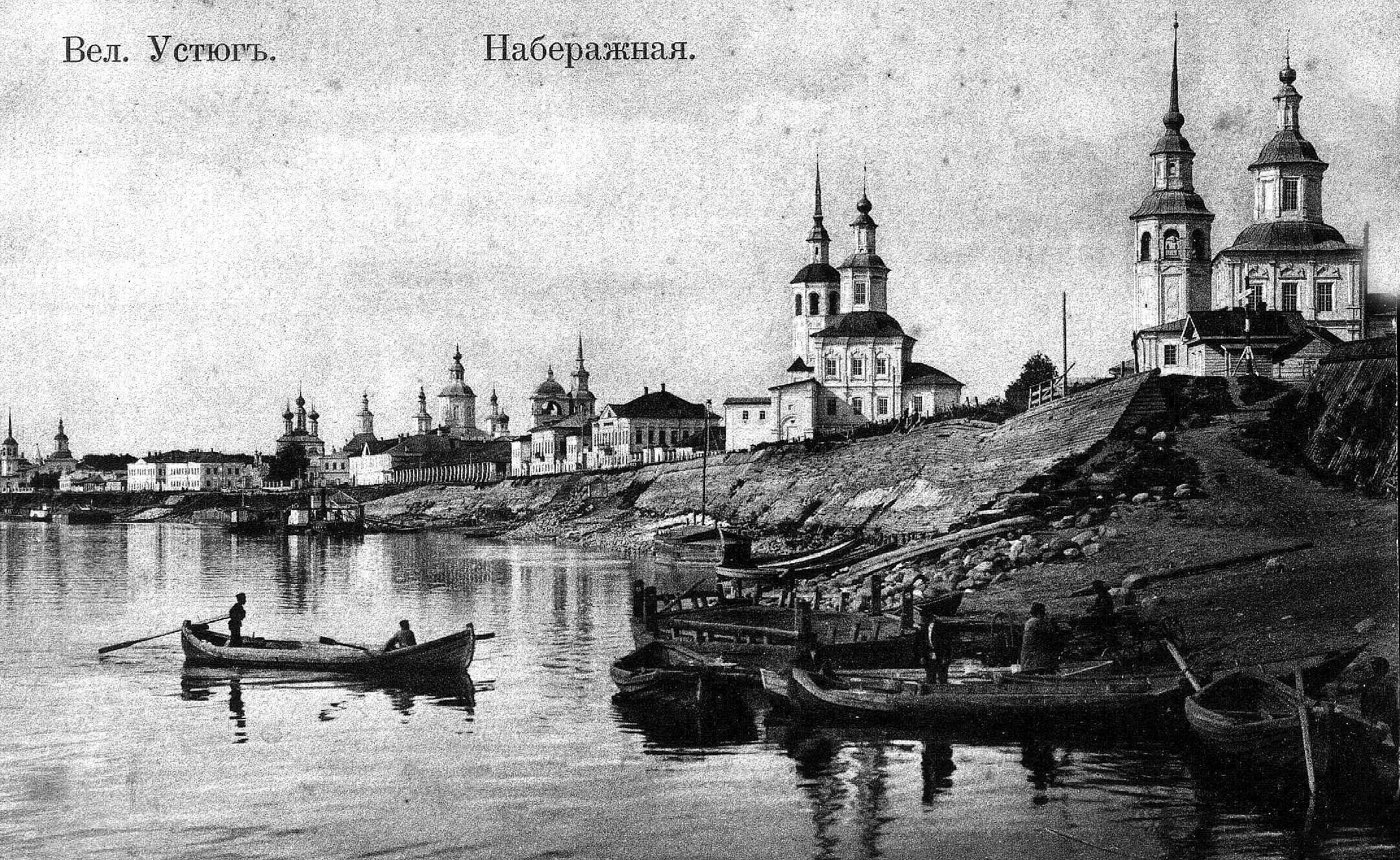
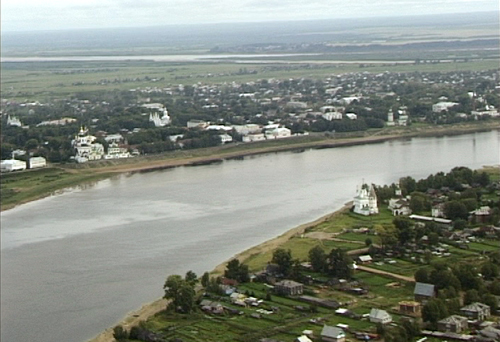
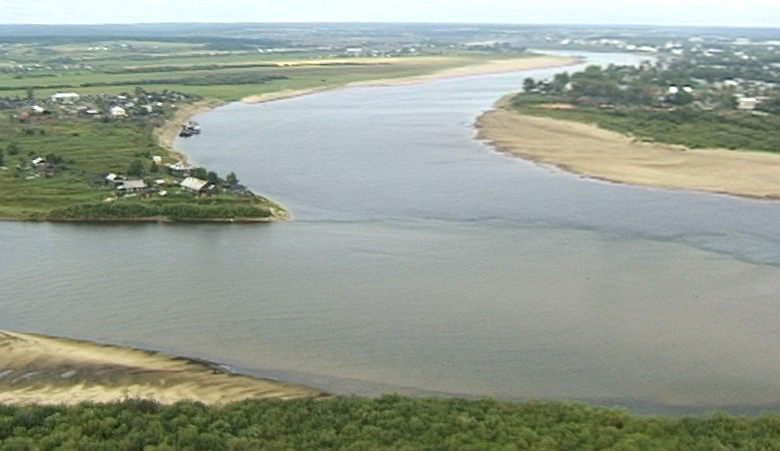
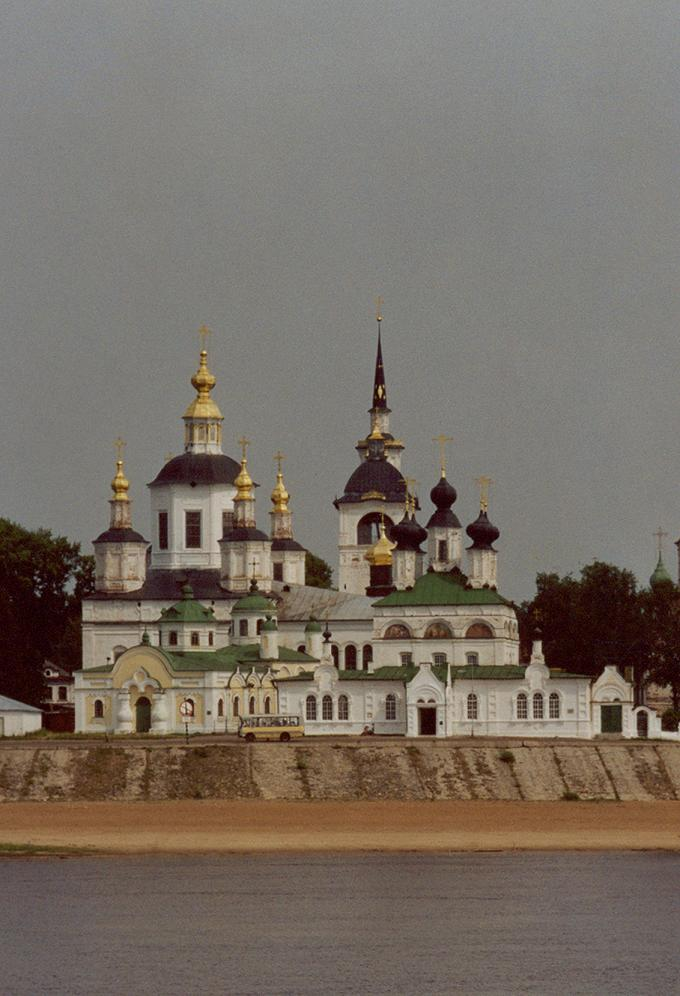